# Campomanesia neriiflora
Planta nativa da América do Sul, abundante no sudeste brasileiro. Conhecido como guabiroba-maracujá, foi descrita por Niedenzu em 1893.

## Sinônimos
Lista de sinônimos segundo o Reflora:
- Basiônimo Abbevillea neriiflora O.Berg
- Heterotípico Acrandra verrucosa O.Berg
- Heterotípico Campomanesia verrucosa (O.Berg) Mattos

## Morfologia e Distribuição
Arvoreta semidecídua, de 3-8 m de altura, com os ramos novos glabros ou esparsamente pubescentes, Nativa da Floresta Pluvial Atlântica da encosta da Serra do Mar e da planície costeira do estado de São Paulo e Paraná. Folhas simples, pecioladas, de lâmina submembranácea, fortemente marcada pelas nervuras impressas na face superior, de 6-12 cm de comprimento. Flores solitárias, grandes, axilares, formadas de setembro a novembro, com pedúnculo de 2-6 cm. Frutos globosos, de superfície rugosa verde-azulada, que amadurecem de dezembro a janeiro, contendo polpa suculenta, de sabor agridoce semelhante ao maracujá.